# Ендавмент
Енда́вмент (англ. endowment) — фінансовий фонд, який створюють спонсори для неприбуткових організацій з метою фінансової підтримки їх діяльності. Ці організації чи компанії з управління активами за дорученням цих організацій інвестують ендавмент з ціллю отримання доходу. Отриманий дохід спрямовується на цілі визначені надавачем ендавменту. Спонсор може визначати конкретні цілі для яких призначений ендавмент і спосіб його інвестування. Сума пожертви може бути недоторканною довічно чи на визначений період часу, при цьому використовують тільки отриманий від неї дохід.
Як правило, ендавменти використовують для фінансової підтримки діяльності
закладів освіти (університети, коледжі, приватні школи)
закладів культури (театри, музеї, бібліотеки)
релігійних організацій.
Ендавменти набули широкого використання у системі вищої освіти США.

## Ендавменти в університетах та коледжах
Університети та коледжі, особливо США та Великої Британії, володіють великими ендавментами. Найбільшим ендавментом володіють Гарвардський та Принстонський університети в США. 2009 року ринкова вартість ендавменту Гарвардського університету становила 26 млрд доларів. Ринкова вартість Принстонського університету становила близько 21 млрд доларів. Третім за величиною ендавментом володіє Єльський університет, ринкова вартість якого становить 16,3 млрд доларів і четвертим за величиною є ендавмент Стенфордського університету величиною 12,6 млрд доларів.
В США приватні університети та коледжі використовують ендавмент для отримання стабільного доходу, тоді як державні університети та коледжі фінансуються з федерального чи місцевого бюджету. У Великій Британії ендавменти менш поширені, оскільки універистети там є радше громадськими інституціями ніж приватними.
Університети управляють ендавментами з метою отримання доходу. Вони інвестують його у цінні папери (акції, облігації), нерухомість, приватні фонди та інші фінансові інструменти. Університети та коледжі диверсифікують свої інвестиції шляхом інвестування у різні ринки, різні країни та різні фінансові інструменти з метою зменшення ризику. Наприклад, у 2010 році Гарвардський університет 38% своїх інвестицій (ендавмент та інші кошти для інвестування) вклав у акції, 23% в реальні активи (13% в товари та 9% в нерухомість) та 13% у цінні папери з фіксованою дохідністю.
Університети та коледжі або формують свої команди професійних фінансистів та інвестиційних аналітиків або доручають свій ендавмент чи його частину компаніям з управління активами для інвестування. Наглядові ради та фінансові менеджери університетів розробляють власну політику інвестування, яка визначає склад портфелю інвестицій, стратегії інвестування, політику управління ризиками. Гарвардський університет, наприклад, для управління своїм портфелем інвестицій утворив у 1974 році власну компанію з управління активами (Harvard Management Company) як структурний підрозділ університету. Ця компанія розробляє інвестиційну політику. Команда цієї компанії власними силами управляє тільки третиною ендавменту, решту вона надає в управління спеціалізованим командам інших інвестиційних фондів. Це забезпечує диверсифікацію фондів, краще бачення ринкових можливостей.
Закон України «Про вищу освіту» визначає: «сталий фонд (ендавмент) вищого навчального закладу - сума коштів або вартість іншого майна, призначена для інвестування або капіталізації на строк не менше 36 місяців, пасивні доходи від якої використовуються вищим навчальним закладом з метою здійснення його статутної діяльності у порядку, визначеному благодійником або уповноваженою ним особою».